# سرچاهان
سرچاهان هرمزگان
1-	سرچاهان، دیاری با یادگارهای دیرین متعلق به دوره ی سیلورین در جنوب خاوری رشته کوه زاگرس و منطقه ای بکر با جاذبه هايهای طبيعي و خرده فرهنگ و آداب و رسومی کهن در شمال هرمزگان امروزی واقع شده که سلسله بررسی ها و پژوهش های باستان شناختی قدمت برخی از این سنت ها و ... را به دوره ی هخامنشیان نسبت می دهد. این روستا که به عنوان یکی از بزرگترین و پرجمعیت ترین روستاهای استان هرمزگان در 30 کیلومتری جنوب شهرستان حاجی آباد و در میان ارتفاعات سر به فلک کشیده مورون - پا زرد واقع شده دارای پیشینه ای بس کهن بوده بطوریکه بقایای چندین رشته قنات با دهها میله چاه در شمال، شمال خاوری و جنوب روستا، به همراه قلاع متعدد از جمله ویرانه های موسوم به قلعه گبرها و محوطه باستانی و تاریخی خرگوشی از یک طرف و بقایای «خمره های گلی» مدفون در دل شوره زارهای ضلع باختری روستا ( حوالی کوه »تله بَر» ) و «جوی های ساروجی» به جای مانده از دوره ی اشکانیان که از دامنه های ارتفاعات «باغان» و «هلومولو» سرچشمه گرفته و دشت های«لاشتر» و «زنجبیلی» سرچاهان را آبیاری و حاصلخیز می نمود از طرف دیگر، قدمت این منطقه را به درخشانی نمایان می سازد.
2- ساکنان اولیه:طبق شواهد و بررسی ها تاریخی، با توجه به قدمت ۲ هزار ساله این منطقه هر چند که از ساکنان اولیه آن اطلاع دقیق و مستندی در دست نیست، اما طی قرون پیشین، طایفه ای بزرگ و عشایر موسوم به «بَنی ها» (اکثر فامیل های برخورداری و مرادی که امروزه در شهرهای بندرعباس، حاجی آباد و منطقه سرچاهان سکونت داشته از نوادگان آنها هستند) جزو نخستین افرادی بوده اند که در این محدوده ی جغرافیایی سکونت داشته اند.
امروزه آثار متعددی از سکونتگاه های متعلق به طایفه بنی ها که شغل اغلب آنان دامداری و شتر داری بوده در حوالی رشته کوه «پاپر»، «تنگ اسبی» (اشکفت بابای علی) و «تنب سرخو» دیده می شود.
اواخر حکومت قاجاریه طایفه ای سختکوش به نام《سلیم پور》ها که از منطقه ی رودبار به این منطقه کوچ کرده بودند با تدبیر علیرضا خان صولت سلطان کلانتر منطقه تارم زمین، در منطقه ی «بن گود» (شمال سرچاهان امروزی) سکنی گزیده و طبق گفته های معمرین و بزرگان، قسمت های از این محدوده ابتیاع و سپس نخل کاری و سند مالکیت آن نیز بر روی پوست آهو نگارش و به یکی از بزرگان این طایفه تقدیم میشود که متاسفانه اکنون از سرنوشت این سند اطلاعی در دست نیست.
بعد از آن، بین سال های ۱۳۳۰ تا ۱۳۴۰ شمسی نیز طایفه ی بهرامی ها از سعادت آباد قدیم و در دهه ی ۵۰ شمسی نیز طایفه های باوقاری ها از رفیع آباد و طارم، ناظری ها از گهکم، شمسایی ها از لایگزان، نیرومندی ها وبلوچ  و زاده محمد از شهدادی، دهقانی ها از سیاهک و باغان به این روستا کوچیده و مهاجرت کرده اند.
▼
3-	سرچاهان اکنون به عنوان یکی از قطب های مهم کشاورزی هرمزگان به شمار می آید به طوریکه علاوه بر تولید محصول گندم و ذرت که نیازهای داخلی استان را تامین می کند، خیار سبز گلخانه ای و «خربزه شمام» آن علاوه بر فروش در بازارهای داخلی به کشورهای حوزه «ورارود» و «قفقاز» نیز صادر می شود.
4-	موقعیت روستا مرکزی( با توجه به قرار گرفتن در مرکزیت 17 پارچه آبادی در جنوبی ترین نقطه شهرستان) جمعیت قابل توجه، وسعت، موقعیت ویژه کشاورزی، وجود معادن متعدد، قرار گرفتن بر حاشیه کریدور شمال – جنوب ، «سرچاهان» را از دیگر روستاها متمایز کرده است. شاید دارا بودن چنین قابلیت هایی، اکنون مردم سختکوش این روستا را به تکاپو واداشته که به خواسته دیرین و بحق خود یعنی تبدیل این روستا به بخش اصرار ورزند!
5- جمعیت: این روستا که جزو بخش مرکزی و در جنوبی ترین نقطه شهرستان حاجی آباد قرار دارد، براساس سرشماری مرکز آمار ایران در سال ۱۳۸۵، جمعیت آن ۲٬۲۵۵ نفر (۵۱۴خانوار) بوده‌است.

## جمعیت
این روستا در دهستان طارم قرار دارد و براساس سرشماری مرکز آمار ایران در سال ۱۳۸۵، جمعیت آن ۲٬۲۵۵ نفر (۵۱۴خانوار) بوده‌است.